# Madam Fatal
Madam Fatal es un personaje ficticio y un superhéroe de cómic activo durante la Edad de Oro del cómic. Madam Fatal fue creada e ilustrada originalmente por el artista y escritor Art Pinajian y el debut del personaje fue en Crack Comics #1 (mayo de 1940), una serie de antología de detectives y crímenes publicada por Quality Comics. Madam Fatal continuó como característica en ese título, pero cuando el personaje no fue bien recibido, Madam Fatal hizo una última aparición en el número 22 (marzo de 1942).
El personaje apareció más tarde en algunas publicaciones de DC Comics cuando dicha editorial compró los derechos del personaje en 1956, junto con una compra al por mayor de todos los personajes de Quality Comics, aunque Madam Fatal no se ha visto mucho desde entonces, excepto algunas breves apariciones y menciones pasajeras por parte de otros personajes.
Madam Fatal se destaca por ser un superhéroe masculino que se disfrazó de anciana y, como tal, es el primer héroe transformista. Ma Hunkel, la encarnación original de Tornado Rojo, se convertiría en la primera heroína femenina transformista (o drag king) ese mismo año.

## Biografía ficticia
Madam Fatal era en realidad Richard Stanton, un apuesto hombre caucásico, rubio, de mediana edad, fumador en pipa y excepcionalmente inteligente e intuitivo, además de estar en la cima de sus capacidades físicas. Había hecho una gran fortuna jugando con éxito en la bolsa de valores de Wall Street a finales de la década de 1920, una época de agitación económica, que provocó los celos de muchos de sus allegados. En su vida privada, Stanton también era viudo y padre soltero, siendo padre de una niña de dos años (sin nombre). Además de ser un exitoso inversionista financiero, Stanton también es un amante del teatro y un actor de teatro, radio y cine de fama mundial que vivía en Manhattan, hasta que su condición de celebridad rica y prominente atrajo la atención no deseada de los villanos disfrazados. La hija de Stanton fue secuestrada por ellos y la policía no pudo descubrir sus identidades, pero Stanton sí, confiando en su ingenio y sus superiores habilidades de investigación. Como tal, Stanton decidió tomar el asunto en sus propias manos después de deducir que el líder de la pandilla era John Carver, un capo del crimen que había estado ejecutando negocios de extorsión en varias ciudades.
Como civil, Stanton ya había estado buscando a Carver durante ocho años, después de una pelea que tuvieron y las amenazas que Carver había hecho. Antes de esto, Carver había sido el primer hombre que amaba a la difunta esposa de Stanton, y Carver había sido abandonado cuando ella eligió a Stanton. Después del secuestro de la hija de Stanton, y cuando la policía no llegó a ninguna parte, la esposa de Stanton se sintió llena de culpa ya que fue su conexión anterior con Carver la que había provocado todo lo ocurrido. Murió con el corazón roto.
Stanton pudo infiltrarse en la pandilla de John Carver debido a su convincente actuación y disfraz escénico como una mujer anciana e indefensa, vestida con una capa roja y un bastón amarillo que hacía las veces de lanza larga. Una vez dentro de su guarida, Stanton usó su atletismo natural y sus habilidades físicas para acabar con la pandilla desprevenida y le reveló su verdadera identidad a Carver. En la pelea que siguió, Carver (un luchador formidable) derribó a Stanton e intentó dispararle con un revólver, pero Stanton rápidamente sacó una alfombra debajo de Carver, haciéndolo tropezar, y Carver accidentalmente se pegó un tiro. En su último aliento, el capo del crimen le dijo a Stanton que su hija todavía estaba viva, aunque mantenida cautiva por otro villano. Nunca reveló quién antes de morir.
Stanton decidió retirarse de la actuación y continuar su camino como un luchador contra el crimen y llevar a otros villanos ante la justicia, inspirado por su primer éxito, adoptando el alter ego Madam Fatal. Stanton hizo su última aparición en Broadway el 1 de mayo de 1930, como una anciana, lo que le valió elogios y aclamaciones del público. Después de eso desapareció por completo de la vista del público y se convirtió en "Madam Fatal" a tiempo completo. Stanton también usaría la identidad alternativa para intentar localizar a su hija cautiva, a quien Carver había traspasado a otros villanos. Cuando los derechos del personaje se vendieron a DC Comics y DC decidió no continuar con el personaje, este punto de la trama no se resolvió al mismo tiempo y no se reveló qué villano retenía realmente a la hija de Stanton hasta la publicación de The Shade #4 en 2012.
El disfraz de anciana se vio favorecido en gran medida por sus habilidades de actuación experta, siendo un ex actor profesional e imitador femenino. Este mismo disfraz a menudo también puso a Stanton por encima de toda sospecha y lo convirtió en un experto en engaños de confianza, infiltración, sigilo, recopilación de información y fundirse de forma anónima entre multitudes. Madame Fatal también fue ayudada en ocasiones por su loro mascota, Hamlet, su única conexión con su vida anterior. Hamlet fue nombrado así porque era lo suficientemente inteligente como para recitar a Shakespeare e inspiraría y ayudaría a Stanton a recordar información importante.

## Poderes y habilidades
Aunque Stanton no tenía superpoderes reales de los que hablar, era un hombre fuerte, ágil y atlético en su apogeo físico y un luchador habilidoso con un golpe poderoso. Tenía un alto nivel de inteligencia e intuición que ayudó a sus habilidades de investigación y localización de criminales. Madam Fatal a menudo se enfrentaba a cerebros criminales y supervillanos como el Doctor Prowl (un caballero asesino con máscara negra, sombrero y garras de metal) y Jester (un ladrón violento con temática de payaso que se ríe de la muerte) y sus secuaces. Sin embargo, el disfraz de Madame Fatal le dio una ventaja en el combate físico ya que sus enemigos subestimarían su fuerza y velocidad. El bastón amarillo de Madame Fatal también era un arma formidable en las manos de Stanton, ya que era experto en usar el bastón como arma.

## Controversia y burla
Madam Fatal nunca fue un personaje popular dado el ángulo del transformismo, lo que quizás sea parte de la razón por la cual DC Comics decidió no seguir con el personaje y lo limitó a burlas alegres hechas por otros héroes de cómic.
El personaje ha sido ridiculizado a menudo, como en un artículo en Cracked.com que enumeraba al personaje como uno de los "7 superhéroes más horribles de la historia del cómic".

## Madam Fatal en DC Comics
DC Comics adquirió los derechos de todos los personajes de Quality Comics en 1956, pero Madam Fatal rara vez ha aparecido.
Fuera de la continuidad habitual del Universo DC, el escritor de cómics Kim Deitch (Hollywoodland) hizo una historia en 1972 que pretendía ser sobre Madam Fatal.
En una escena de JSA #1 (agosto de 1999) que representa el funeral del primer Sandman, Wildcat se pregunta si su propio funeral "será como cuando enterraron a Madam Fatal aquí, y nadie se presentó al funeral excepto el elenco de la gira de La jaula de las locas".
James Robinson le da al personaje un papel destacado en The Shade #4 (2012), ambientado en 1944. En este número, Madam Fatal finalmente descubre la ubicación de su hija.